# إيمانول كورال
إيمانول كورال (بالإسبانية: Imanol Corral) (19 مارس 1994 في إسبانيا - ) هو لاعب كرة قدم إسباني في مركز الدفاع. لعب مع نادي إيبار ونادي باسكونيا وCD Vitoria ‏.

## وصلات خارجية
- إيمانول كورال على موقع إي إس بي إن إف سي (الإنجليزية)
- إيمانول كورال على موقع قاعدة بيانات كرة القدم.إي يو (الإنجليزية)
- إيمانول كورال على موقع Soccerway.com (الإنجليزية)
- إيمانول كورال على موقع AS.com (الإسبانية)